# Jo Leinen

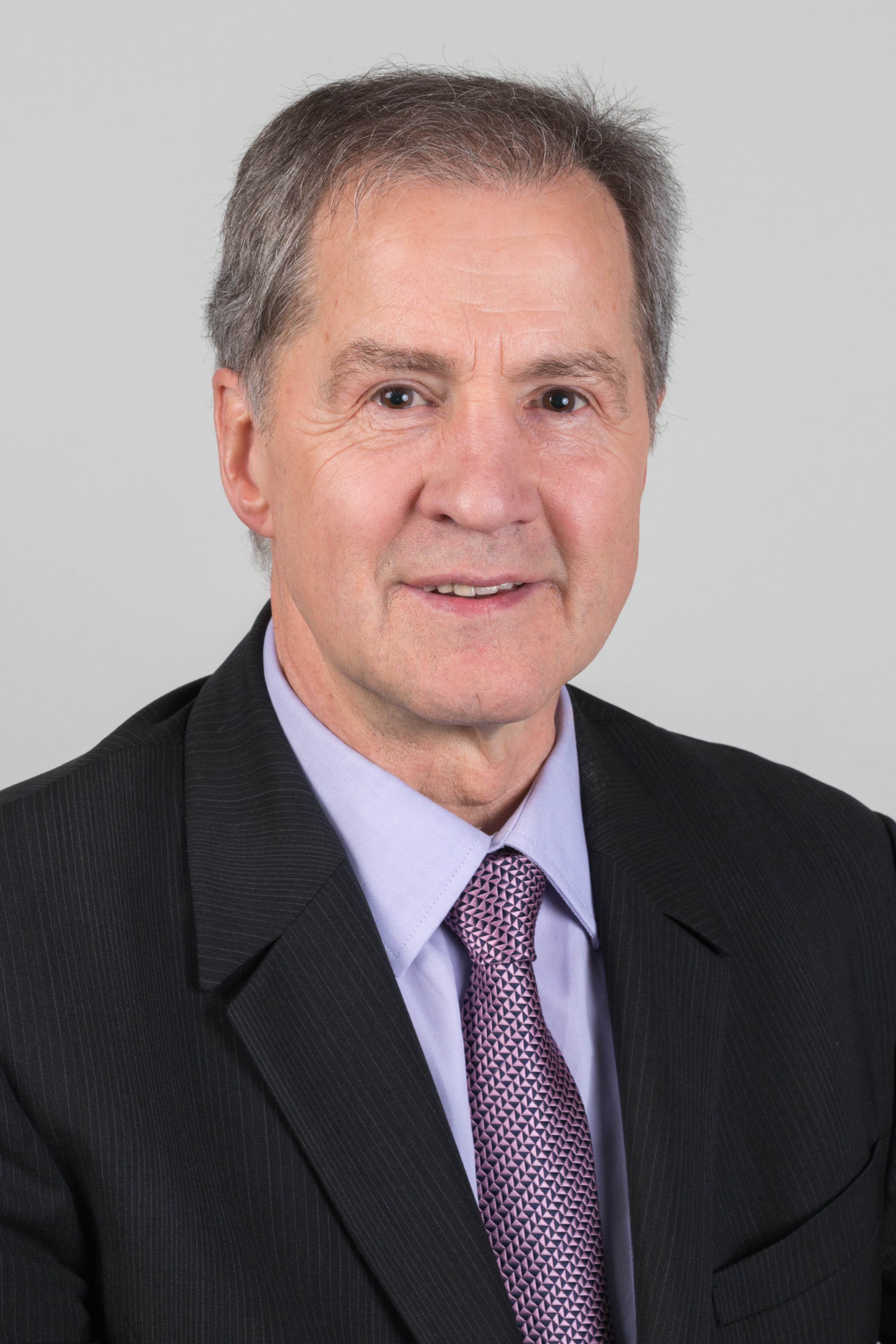
Jo Leinen (2014)

Josef „Jo“ Leinen (* 6. April 1948 in Bisten (heute zu Überherrn), Landkreis Saarlouis) ist ein deutscher Politiker. Von 1999 bis 2019 war er Europaabgeordneter für die SPD in der Sozialdemokratischen Fraktion im Europäischen Parlament (EP). Von 2011 bis 2017 war Jo Leinen Präsident der Europäischen Bewegung International (EMI).

## Leben und Ausbildung
Nach dem Abitur und dem Studium der Rechtswissenschaften in Saarbrücken und Bonn legte Leinen im Jahr 1972 das erste Juristische Staatsexamen ab. Nach Aufenthalten 1973/1974 beim Europakolleg in Brügge und am Institute for World Affairs in Connecticut erfolgte 1976 das zweite Juristische Staatsexamen. Danach war er in den Jahren 1977 bis 1984 als Rechtsanwalt in Freiburg im Breisgau tätig.

## Politische Karriere

### Außerparlamentarische Arbeit
Leinen wurde um das Jahr 1980 als Wortführer der Anti-AKW- und Friedensbewegung bekannt, aktiv auch beim Bundesverband Bürgerinitiativen Umweltschutz (BBU) und Mitglied der NaturFreunde Deutschlands.
Wegen seiner Teilnahme bei der Demonstration gegen das Kernkraftwerk Brokdorf (1981) – bei der es zu gewalttätigen Auseinandersetzungen kam – wurde er als „Leiter und Führer“ angeklagt, aber letztlich freigesprochen, weil das Bundesverfassungsgericht klarstellte, dass es bei solchen kollektiven Aktionen keinen dirigierenden „Leiter und Führer“ gibt. Einer seiner Verteidiger war Gerhard Schröder.
Im Jahr 1982 machte sich Egon Franke, Chef der Kanalarbeiter-Fraktion der SPD im Bundestag, für den Ausschluss des Parteilinken Jo Leinen stark. Als Redner bei der Bonner Friedensdemonstration am 10. Juni 1982 sei er nicht mehr tragbar. Leinen blieb und moderierte ein Jahr später die Friedensdemonstration im Bonner Hofgarten 1983 gemeinsam mit Eva Quistorp.
Als Mitglied der SPD bekleidete Leinen verschiedene Funktionen innerhalb der Partei. So war er von 1977 bis 1979 Europa-Sekretär der SPD-Jugend, war von 1981 bis 1985 Mitglied der Umweltkommission der SPD und gehörte von 1985 bis 1999 dem Landesvorstand der SPD Saar an. Des Weiteren ist er seit 1996 Mitglied der Europa-Kommission sowie seit 2008 Mitglied der Kommission Internationale Politik der SPD.

### Landespolitik
In den Jahren 1985 bis 1999 war Leinen Mitglied des Landtags des Saarlands in der 9. bis 11. Wahlperiode. Im Jahr 1985 wurde Jo Leinen im Saarland Umweltminister im Kabinett des Ministerpräsidenten Oskar Lafontaine. Dieses Amt hatte er bis 1994 inne. Von 1994 bis 1999 war er Vorsitzender des Europa-Ausschusses des saarländischen Landtages.
Im Jahr 1999 war Leinen auch Mitglied des Stadtrates von Püttlingen/Saar.

### Europäisches Parlament

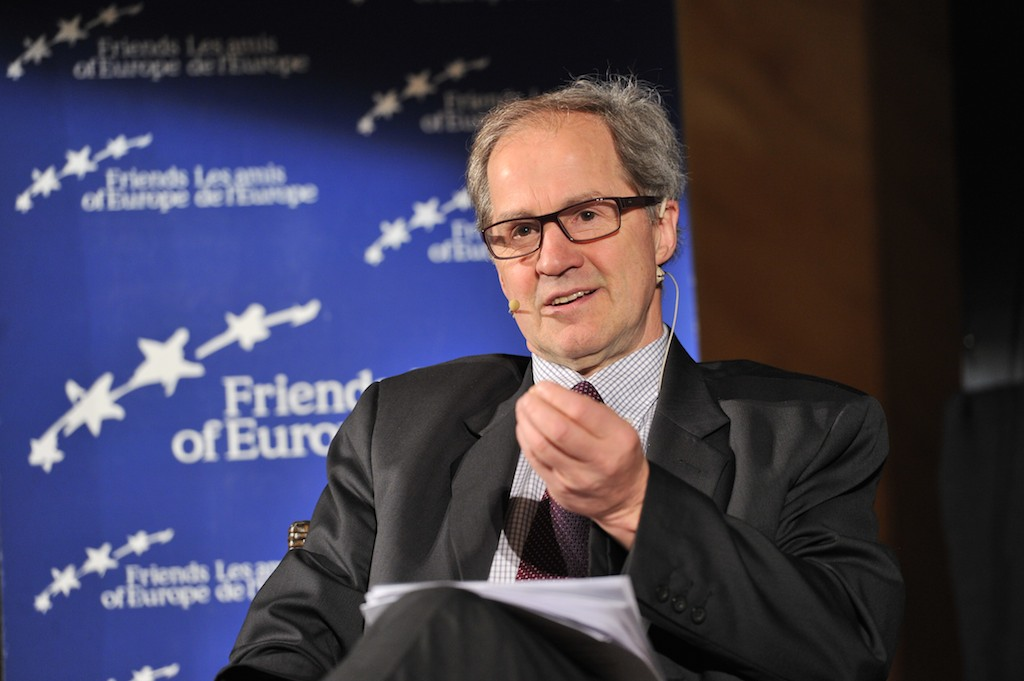
Jo Leinen (2012)

Von der Europawahl 1999 bis zur Europawahl 2019 war er Mitglied des Europäischen Parlaments.
Im Parlament war er unter anderem Vorsitzender der Delegation für die Beziehungen zur Volksrepublik China (D-CN) und Mitglied in der Konferenz der Delegationsvorsitzenden (CPDE) sowie im Ausschuss für konstitutionelle Fragen (AFCO), dessen Vorsitzender er von 2004 bis 2009 war und stellvertretender Vorsitzender von 2002 bis 2004. Des Weiteren war Leinen seit 2004 stellvertretendes Mitglied im Ausschuss für auswärtige Angelegenheiten (AFET), im Ausschuss für Umweltfragen, öffentliche Gesundheit und Lebensmittelsicherheit (ENVI) und in der Delegation der Paritätischen Parlamentarischen Versammlung AKP-EU (DACP). Bei der Europawahl 2009 wurde er wiedergewählt und war von Juli 2009 bis Januar 2012 Vorsitzender des EP-Umweltausschusses.
Er war 1995 bis 1999 Mitglied im Ausschuss der Regionen und im Kongress der Regionen und Kommunen des Europarates. Zudem war er Mitglied in verschiedenen Kultur-, Sozial- und Sportorganisationen, Vizepräsident von EUROSOLAR e. V. und Mitglied der Parlamentarischen Arbeitsgruppe der Initiative „A Soul for Europe“.
Er war Mitglied der Delegation für die Beziehungen zu den Ländern Südasiens und stellvertretendes Mitglied der Delegation für Indien.
Nach dem schlechten Abschneiden der SPD bei der Europawahl 2019 schied er aus dem Europäischen Parlament aus.

## Weitere Ämter und Mitgliedschaften
Leinen war von 1977 bis 1979 Vorsitzender der Jungen Europäischen Föderalisten (JEF) und von 1979 bis 1984 Vizepräsident des Europäischen Umweltbüros (EEB) Brüssel. Er war von 1997 bis 2005 Präsident der Union Europäischer Föderalisten, von 2003 bis 2011 Vize-Präsident der Internationalen Europäischen Bewegung und im Anschluss von 2011 bis 2017 ihr Präsident. Er ist auch Mitglied im Präsidium der Europa-Union Deutschland. Seit Oktober 2009 ist er Ko-Vorsitzender des Parlamentarischen Beirates der internationalen Kampagne für ein Parlament bei der UNO. Des Weiteren ist er Mitglied der Europa-Union Parlamentariergruppe im Europäischen Parlament. Leinen ist seit März 2020 Mitglied im Nationalen Begleitgremium, das die Endlagersuche in Deutschland begleitet. Er ist darüber hinaus Beisitzer im Vorstand des Förderkreises Darmstädter Signal.

## Zweifache Vergütung
Während seiner Tätigkeit als Mitglied des Europäischen Parlaments erhielt Leinen einerseits die regulären Bezüge für EU-Abgeordnete, zum anderen eine Pension aufgrund seiner früheren Tätigkeit als Umweltminister des Saarlandes. Bis 2009 galt eine Regelung, nach der Bezüge von früheren parlamentarischen Tätigkeiten auf das neue Gehalt angerechnet wurden. Im Jahr 2009 stand zur Disposition, ein neues Verfahren anzuwenden, nach dem keine Anrechnung stattfindet und beide Bezüge in voller Höhe ausgezahlt werden. Dieser neuen Regelung hätte Leinen widersprechen können, so dass er weiterhin nach der alten Regelung vergütet worden wäre. Leinen unterließ aber den Widerspruch und wurde fortan nach der neuen Regelung bezahlt. Auf Nachfrage räumte er ein, dass die neue Regelung unverhältnismäßig sei und kündigte an, den Überschuss an Bezügen wohltätigen Zwecken zu spenden.

## Auszeichnungen
- 1985 Preis der Deutschen Umweltstiftung
- 1996 Medienpreis Goldene Ente der Landespressekonferenz Saar.[16]
- 2010 Preis der Mitglieder des Europäischen Parlaments (MEP Award 2010) und Titel „Europaabgeordneter des Jahres 2010“ für sein Engagement im Bereich des Klima- und Umweltschutzes
- 2011 „Umwelt-Award“ des Cevre-College in Istanbul für seinen Einsatz im europäischen Umweltschutz
- 2017 Bundesverdienstkreuz am Bande

## Schriften
- Öffentlichkeit in Europa: Europäische Öffentlichkeit als neuer Antrieb für europäische Politik. In: Claudio Franzius, Ulrich K. Preuß (Hrsg.): Europäische Öffentlichkeit. Baden-Baden 2004, S. 31–37.
- Zusammen mit Justus Schönlau: Auf dem Weg zur europäischen Demokratie. Politische Parteien auf EU-Ebene: neue Entwicklungen. In: Integration. 3/2003, S. 218–227.
- Zusammen mit Jan Kreutz: Die Zukunft Europas. Nomos, Baden-Baden 2011.
- Zusammen mit Andreas Bummel: Das demokratische Weltparlament: Eine kosmopolitische Vision Dietz, Bonn 2017